# ماكوشينو
ماكوشينو (بالروسية: Макушино) هي إحدى مدن روسيا في الكيان الفدرالي الروسي كورغان أوبلاست.